# Karen Wynn Fonstad
Karen Lea Fonstad (n. Oklahoma City; 18 de abril de 1945 - m. 11 de marzo de 2005), nacida como Karen Lea Wynn y más conocida con los dos apellidos encadenados como Karen Wynn Fonstad, fue una ensayista y «cartógrafa de mundos ficticios» estadounidense, famosa por la publicación de varios atlas de lugares ficticios.

## Biografía
Nació en Oklahoma City, Oklahoma, hija de James y Estis Wynn. Se graduó en el Instituto de la ciudad de Norman, Oklahoma, y más tarde obtuvo un Bachelor of Science en Fisioterapia y un Master of Arts en Geografía, con la especialidad de Cartografía, en la Universidad de Oklahoma. Durante su estancia en esa universidad conoció a Todd A. Fonstad, con quien se casó el 21 de marzo de 1970 y tuvo dos hijos, Mark y Kristina.
Falleció en 2005, a la edad de 59 años, de complicaciones derivadas de un cáncer de mama.
Fue listada en: Who's Who in the Midwest, Who's Who of American Women y World Who's Who of Women.